# O Grito da Galera
O Grito da Galera é uma coletânea musical da dupla sertaneja Rionegro & Solimões, lançada em 2005 pela Universal Music. Reunindo grandes sucessos da dupla como "Na Sola da Bota", "De São Paulo à Belém", "Peão Apaixonado", "Bate o Pé", "De Bem Com a Vida", entre outros.

## Faixas
1. Na Sola da Bota (2003)
2. De Bem Com a Vida (2004)
3. Frio da Madrugada (1998)
4. De São Paulo à Belém (1998)
5. Saudade Pulou no Peito (1998)
6. Lenha (2001)
7. A Gente Se Entrega (1998)
8. O Grito da Galera (2003)
9. Movido Pela Emoção (2003)
10. Rodopiou (2002)
11. Esperando Na Janela (2000)
12. Tô Doidão (1998)
13. Peão Apaixonado (1997)
14. Bate o Pé (1999)

## Certificações
| País          | Certificação | Data | Certificado de vendas |
| ------------- | ------------ | ---- | --------------------- |
| Brasil - ABPD | Ouro         | 2007 | 100.000               |